# Guynemer de Boulogne
Pour les articles homonymes, voir Guynemer (homonymie).
Guynemer, Guinemer, Guynemar, Guinemar ou Winemar (en latin : Winemarus ou Guinimerus) de Boulogne (en latin : Boloniensis), est un pirate du comté de Boulogne de la fin du XIe siècle qui participa à la première croisade.
Selon Guillaume de Tyr, Guynemer, « natif du bourg de Boulogne, situé sur les terres du comte Eustache, père du duc Godefroi », exerça la piraterie pendant huit ans puis, se repentit et décida de se rendre en Terre sainte : rassemblant des Flamands, des Frisons, ainsi que des Danois selon Albert d'Aix, Guynemer débarqua vers 1097 avec sa flotte à Tarse, ville de Cilicie que le chef croisé Baudouin de Boulogne avait pris aux Seldjoukides. Il confia une troupe de trois cents soldats à Baudouin pour relever la garnison de Tarse. Par la suite, il soutint Tancrède de Hauteville dans sa conquête de la Cilicie ; il lui apporta probablement son aide dans la prise d'Alexandrette.
Il attaqua par la suite Laodicée pour s'en rendre maître mais fut capturé par les habitants de cette ville et mis en prison, ainsi que la plupart des hommes qui l'accompagnaient. Selon Albert d'Aix, Guynemer réussit à s'emparer de la ville, fit périr par le glaive les Turcs et les Sarrasins qui y vivaient, mais fut peu après fait prisonnier et jeté aux fers par les Turcopoles et les soldats du « roi des Grecs ». Grâce à l'intervention de Godefroy de Bouillon, il fut libéré de prison, après avoir subi un rude châtiment ; selon Guillaume de Tyr, Guynemer fut libéré avec tous les hommes et les vaisseaux qu'il avait conduits, et reçut de Godefroy le commandement de sa flotte.

## Sources primaires
- Albert d'Aix, Histoire de l'Expédition de Jérusalem
- Guillaume de Tyr, Histoire des croisades